# 東灘駅
東灘駅（トンタンえき）は大韓民国京畿道華城市清渓洞にある、SR水西平沢高速線・首都圏広域急行鉄道A路線の駅。東灘新都心参照。

## 概要
栗峴トンネル内に位置し、地下鉄を除く一般の鉄道では大韓民国最初の地下駅とされる。地下に乗り場がある駅としては光明駅・新海雲台駅・水西駅などがあるが、これらの駅は駅舎が地上にあり、光明駅・新海雲台駅は一部が開放型の構造のため地上の光が内部まで届く。しかし当駅は出入口を除く全ての構造物が地下にある。このような駅は地下鉄を除く一般鉄道の駅としては2024年現在当駅が唯一である。
2024年3月30日に首都圏広域急行鉄道A路線（GTX-A）が開通し、同路線の終着駅となった。首都圏電鉄東灘仁徳院線が開通したのちは、当駅が乗換駅となる予定である。

## 歴史
2016年
- 4月29日 - 国土交通部による路線距離告示(第2016-219号)
- 12月9日 - 開業。

2024年3月30日 - 首都圏広域急行鉄道A路線（GTX-A）開通

## 駅構造
相対式ホーム2面2線の地下駅。中央に通過線（本線）2線がある。
ホームは地下6階に位置し、高速通過時の列車風対策としてフルスクリーンタイプのホームドアが設置されている（高速鉄道駅での設置は韓国初）。待合室は地下5階である。また、地下3階までは駐車場である。
SRTのりばの外側には首都圏広域急行鉄道A路線（GTX-A）のホームが設置されている。
地下1階には、付近を通過する京釜高速道路を地下化、直線化するための東灘トンネルが通っている。

### のりば
| （下り） | 首都圏広域急行鉄道A路線 | （高床ホーム・終着）               | （高床ホーム・終着）                         | （高床ホーム・終着）               |  |  |
| 1        | SR水西平沢高速線        | SRT                                | 芝制・大田・東大邱・釜山・光州松汀・木浦方面 |                                    |  |  |
|          | SR水西平沢高速線        | 通過線2線                          |                                              |                                    |  |  |
| 2        | SR水西平沢高速線        | SRT                                | 水西方面                                     |                                    |  |  |
| （上り） | 首都圏広域急行鉄道A路線 | 水西・三成方面（高床ホーム・始発） | 水西・三成方面（高床ホーム・始発）           | 水西・三成方面（高床ホーム・始発） |  |  |

## 駅周辺

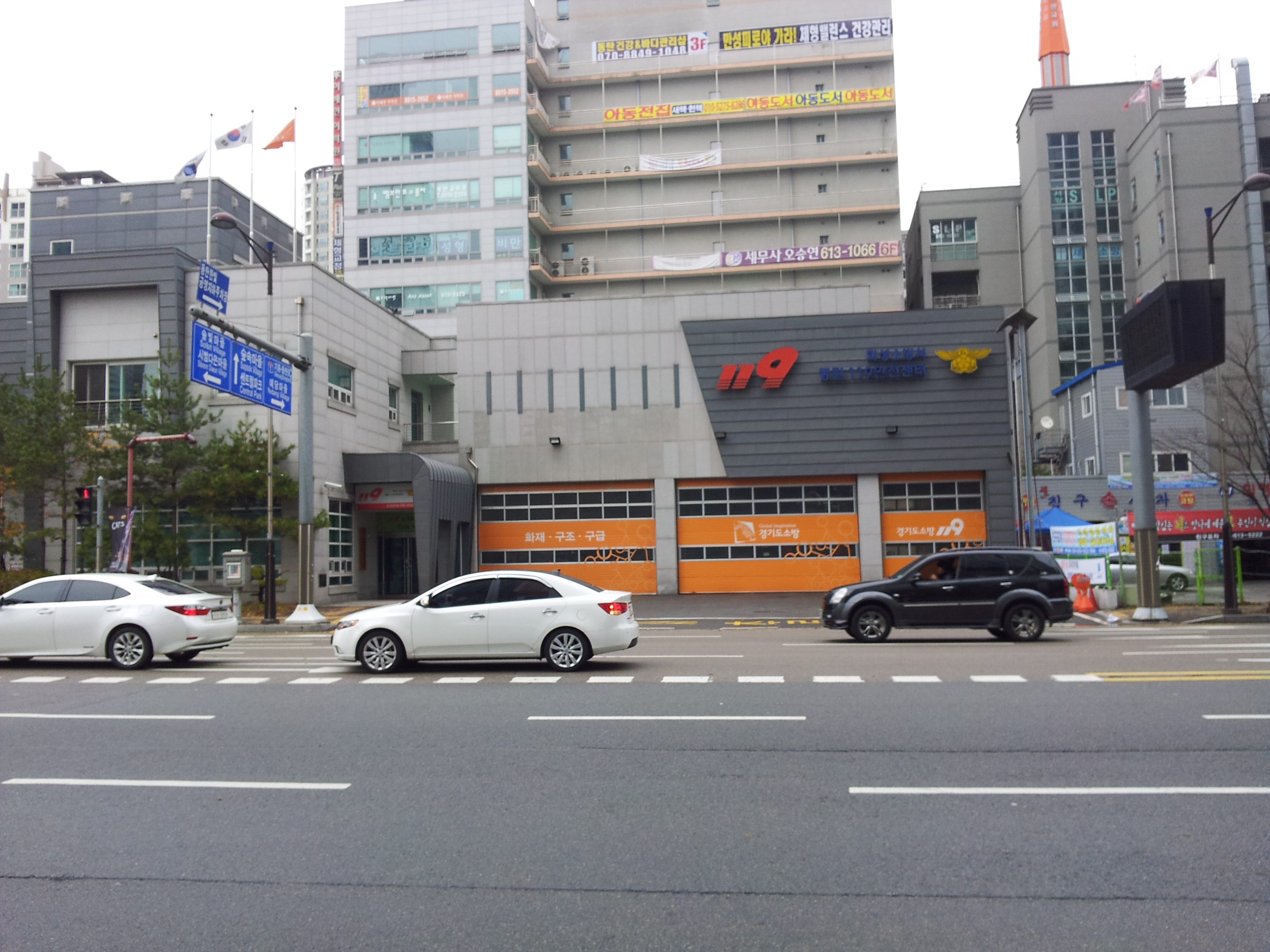
東灘119安全センター
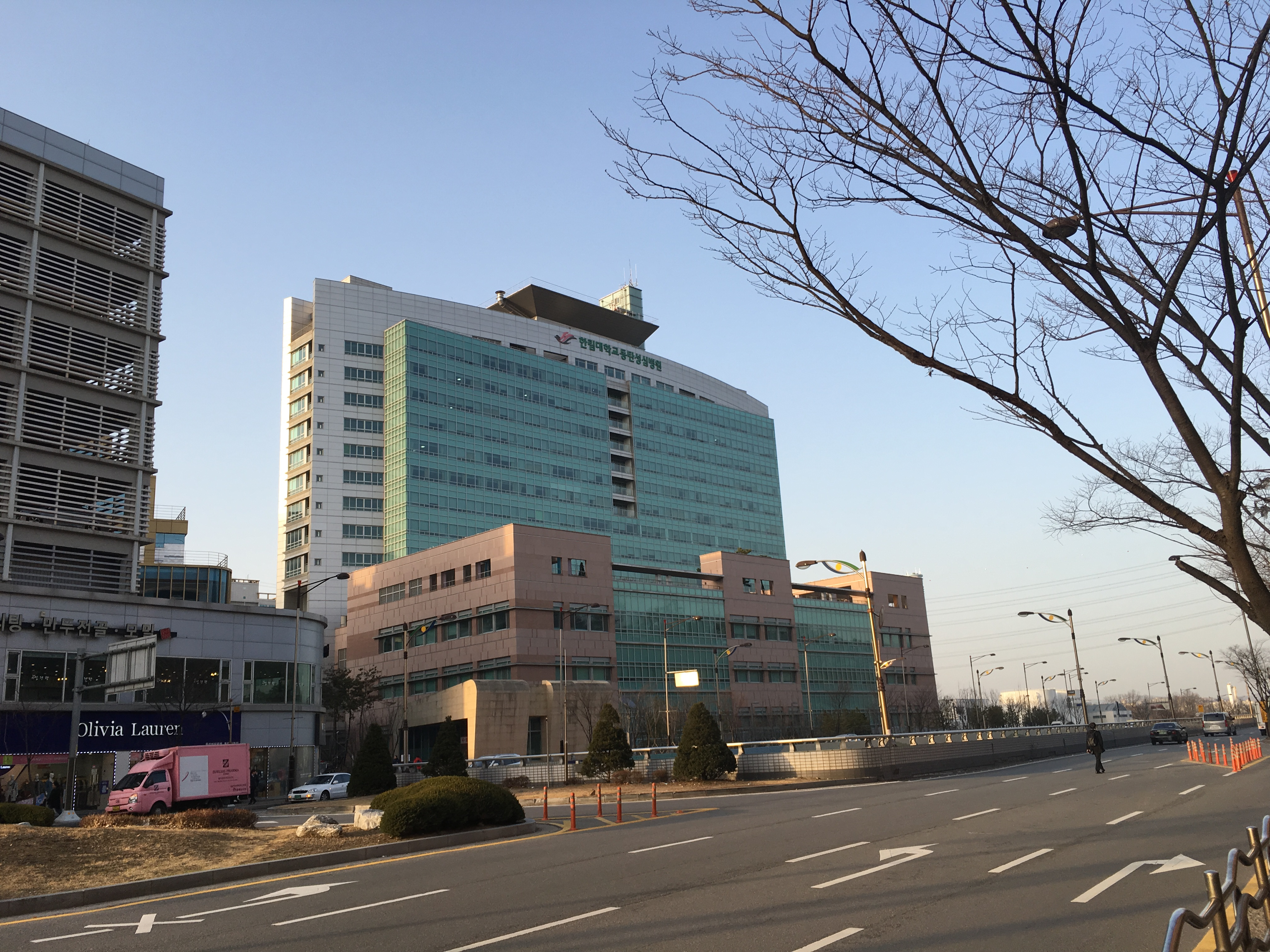
翰林大付属東灘聖心病院
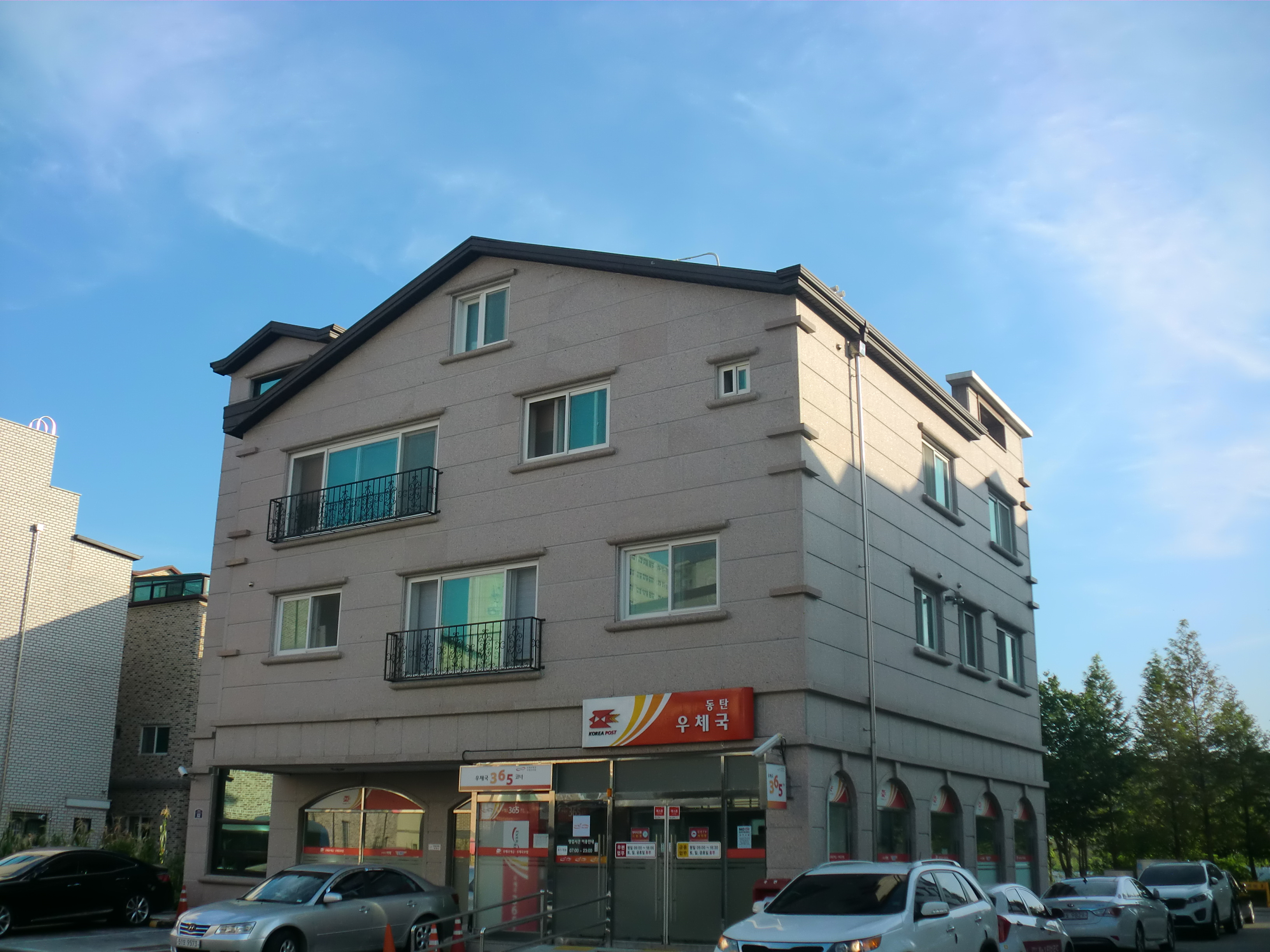
華城東灘郵便局

- 京釜高速道路 器興東灘IC（朝鮮語版）
- 烏山川
- 治東川
- 東灘新都市
  - 東灘1新都市
    - 華城東灘郵便局（華城郵便局（朝鮮語版）管轄）
    - 露雀公園
    - 新羅ステイ東灘（新羅ホテルグループ）
    - ラマダ東灘ホテル
    - 東灘メタポリス
    - サムスン電子華城事業所
    - 翰林大学付属東灘聖心病院
    - 東灘保健所
    - 華城消防署東灘119安全センター

  - 東灘2新都市
    - ロッテ百貨店(東灘駅ビル）
    - 東灘駅ロッテキャッスル（東灘駅ビル）
    - 東灘駅
    - リベラCC（ゴルフ場）

- 東灘119安全センター
- 翰林大付属東灘聖心病院
- 華城東灘郵便局

## 隣の駅
SR
水西平沢高速線
SRT
水西駅 - 東灘駅 - 平沢芝制駅
首都圏広域急行鉄道
A路線
駒城駅 (X110) - 東灘駅 (X111)